# Murad Tjopanov
Murad Osmanovitj Tjopanov (ryska: Мурад Османович Чопанов), född 18 september 1998, är en rysk judoutövare.

## Karriär
Vid EM 2025 i Podgorica tog Tjopanov silver i 66 kg-klassen efter en finalförlust mot franske Daikii Bouba.